# Martinsicuro
Martinsicuro é uma comuna italiana da região dos Abruzos, província de Teramo, com cerca de 13.421 habitantes. Estende-se por uma área de 14 km², tendo uma densidade populacional de 959 hab/km². Faz fronteira com Alba Adriatica, Colonnella, Monteprandone (AP), San Benedetto del Tronto (AP).

## Demografia
| Variação demográfica do município entre 1861 e 2011                               |
|                                                                                   |
| Fonte: Istituto Nazionale di Statistica (ISTAT) - Elaboração gráfica da Wikipedia |